# Старший преподаватель
Ста́рший преподава́тель — преподавательская должность в вузах, занимающая промежуточное положение между преподавателем (ассистентом) и доцентом. Старшие преподаватели могут самостоятельно читать курсы лекций и принимать зачёты и экзамены. Как правило, ими становятся преподаватели, не имеющие учёной степени, но имеющие достаточный (как правило, не менее 3 лет) опыт работы.
В соответствии с Единым квалификационным справочником должностей служащих Республики Беларусь старший преподаватель имеет следующие должностные обязанности: осуществляет учебную, научную, воспитательную, идеологическую и учебно-методическую работу в учреждении высшего образования, академии последипломного образования, институте повышения квалификации и переподготовки, институте развития образования. В соответствии с расписанием учебных занятий подготавливает и проводит практические, семинарские, лабораторные занятия с обучающимися, осуществляет руководство практикой, курсовыми и дипломными работами (проектами), проверку контрольных работ, а также лекционные занятия по разрешению совета факультета. Обеспечивает выполнение обучающимися требований учебных программ учебных дисциплин. Формирует у них знания и умения согласно образовательному стандарту специальности (направления специальности), устойчивый интерес к учебе и к избранной профессиональной деятельности, самостоятельность в освоении образовательных программ. Изучает индивидуальные особенности обучающихся, их интересы, способности и учитывает их при проведении занятий в группе. Воспитывает инициативность, развивает логичность мышления, требовательность и ответственность за результаты учебы. Выполняет обязанности куратора учебной группы. Привлекает обучающихся к выполнению научно-исследовательских, проектно-конструкторских и других творческих работ. Поддерживает дисциплину в ходе образовательного процесса. Анализирует информацию о профессиональной деятельности выпускников учреждений высшего образования и использует ее при осуществлении научно-методического обеспечения образования. Разрабатывает и совершенствует учебные программы, учебные издания по соответствующим дисциплинам, готовит учебно-методическую документацию и информационно-аналитические материалы. Изучает, обобщает, использует в образовательном процессе научно-технические достижения, эффективный педагогический опыт, современные технологии. Обеспечивает практическую направленность обучения в соответствии с направлением образования кафедры. Содействует необходимому уровню обеспечения учебных занятий современными средствами обучения. Ведет установленную учетно-отчетную документацию. Систематически повышает профессиональную квалификацию. Соблюдает требования по охране труда; правила пожарной безопасности.
В соответствии с Единым квалификационным справочником должностей служащих Республики Беларусь старший преподаватель должен соответствовать следующим квалификационным требованиям: высшее образование и стаж работы в должностях педагогических работников, должностях руководителей или специалистов, работа которых соответствует направлению образования, не менее 3 лет.